# Harcművészeti kézikönyvek
Harcművészeti kézikönyveknek nevezzük azokat a könyveket, amelyek abból az indíttatásból keletkeztek, hogy a háborúk, küzdelmek résztvevői számára leírást nyújtsanak az alkalmazható harci eljárásokról.

## Előzmények

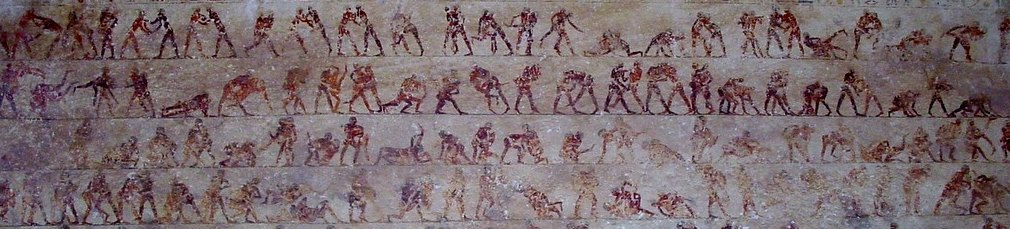
Beni Hasszán sírjában talált birkózó-sorozatok.

A legkorábbi harcművészeti „vívókönyvek” csupán képsorozatokból álltak. Kitűnő példa erre az egyiptomi Beni Hasszán sírjában felfedezett freskó, amely körülbelül i. e. 2000-ből származik. Ezek a sorozatok birkózókat ábrázolnak akik egymást próbálják különböző módokon leteperni. Ezekhez hasonló ábrázolások később felbukkannak az attikai vázákon a klasszikus görög kortól kezdve.
A görög vázák képein később gyakran felbukkannak olyan alakok, amelyek láthatóan birkóznak egymással. Aztán ott van néhány példa a kínai irodalomból, mint például Szemacsien az i. e. 2. században írt könyvében ír a kínai birkózásról, de sajnos ez a műve nem maradt az utókorra. Az első fennmaradt kínai szöveg a „Kézzel küzdés hat fejezete”, amelyet az i. sz. 1. századból származó Hansúban található meg. Az un. „harci sztélét” i. sz. 728-ban építették a Saolin Monostorban.
Az Agni-purána a legkorábbi fennmaradt (körülbelül 8. század) indiai harcművészeti kézikönyv, amely több fejezetet tartalmaz, amelyekben végigvezeti a tanulót a korabeli küzdőtechnikákon és utal korábbi szútrákra is, amelyek még ennél is korábban keletkeztek. Az Agni-purána leírja, hogy a harcos hogyan javíthat a saját hősiességén és hogyan tudja megölni az ellenséget különböző harci módszereket használva. Utal arra is, hogyan kell szekereken, lovakon, elefánton és gyalog háborúzni. A gyalogos harcrendszert olyan alosztályokra osztották, mint a fegyveres és a fegyvertelen küzdelem. Az előbbi az íjászatot, a kard, a dárda, a hurok, a buzogány, a csatabárd, a csakram, egyéb vas hajítófegyverek, a páncélzat és a szigony használatát írja le. Az utóbbi pedig magában foglalja a birkózást, a térdrúgásokat, az ütéseket és a rúgásokat is.
Minden más kézikönyv a középkorból vagy későbbről származik. Egy régi indiai „harcművészeti kézikönyv” a Malla-purána, amelyben azon birkózó technikák listája található, amelyeket a 13. században Gudzsarátban használtak. A legrégibb fennmaradt, a történelmi európai harcművészetek egyik vívásnemét – kard és ökölpajzs (buckler) – részletező kézikönyv a 13. század legvégén készült MS I.33 kódex (1270-1320). Korábban úgy vélték, hogy létezett egy másik 13. századi vívókönyv, amit egy bizonyos Phillipe del Serpente mester írt 1295 körül. A vívástörténeti kutatás megállapította, hogy egy hibás forrásmegjelölés miatt jelent meg a szakirodalomban ez az adat.
Néhány művet „csak illusztrációval” készítettek, de ettől nem szenvedtek hátrányt a prózai jelleggel is felruházott kézikönyvekkel szemben, inkább érdekes kiegészítői voltak azoknak (ebben a „stílusban” készült a késő középkori német Bilderhandschriften.)

## Történelmi európai harcművészetek

### Német Fechtbücher

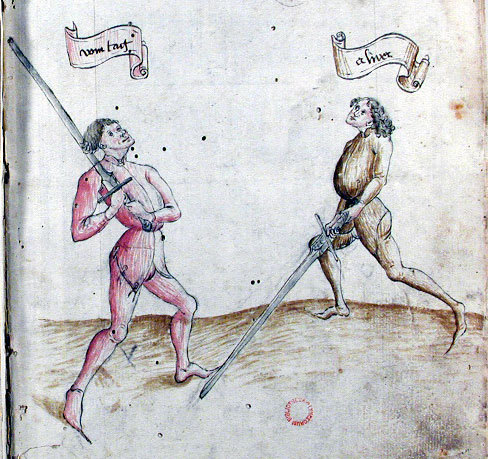
A Cod. 44 A-as számú mű lapján vom Tag és Alber guardokban látható két vívó

A Fechtbuch (többes számban: Fechtbücher) a korai újfelnémet nyelvben "harci kézikönyv"-et jelent. A kései középkorban és a reneszánszban készült kéziratok vagy nyomtatott könyvek a német vívóiskola rendszerébe engednek betekintést. Rendszerint ez a terminus a 15. és a 16. század közötti német kézikönyveket ölel fel, ám a dolog természete nem engedi, hogy egyértelműen elválaszthatóak legyenek Európa más részeinek rendszereitől (különösen az olasz és francia iskoláktól), valamint a későbbi századokból származó könyvektől megkülönböztethetőek legyenek.
A Fechtbuchok listája:
Német iskola
- - Johannes Liechtenauer: Zettel, elveszett (14. század)
  - Royal Armouries MS I.33 (Walpurgis Kézirat) (körülbelül 1300, megelőzve Liechtenauert)
  - MS 3227a (kb. 1389)
  - Sigmund Ringeck Fechtbuchja (1440-es évek)
  - Codex Vindobonensis B 11093, Bécsben találták, és a "Gladiatoria" Lengyelországban fedezték fel, mindkettő 15. század közepe tájára datálható, de nem befolyásolta Liechtenauer.
  - Hans Talhoffer Fechtbuchjai (több fennmaradt kézirat, amelyek 1443 és 1467 között keletkezett). [8]
  - Peter von Danzig Fechtbuchja , Cod. 44 A 8, 1452
  - Jud Lew Cod.I.6.4°.3 (1450-es évek), Augsburg
  - Paulus Kal Fechtbuchja (1460-as évek)
  - Cgm 558 az 1400-as évek végi svájci írás csak lazán kapcsolódik a német iskolához.
  - Codex Wallerstein (Vom Baumans Fechtbuch), 1470s, Augsburg
  - Solothurni Fechtbuch, szöveg nélkül, Paulus Kaltól sok mindent átvett, 1470-es évek, Solothurn
  - Johannes Lecküchner Cod. Pal. Germ. 430, Heidelberg (1478), Cgm. 582, München (1482)[9]
  - Cod. Guelf. 78.2, Herzog August Bibliothek Wolfenbüttel (a 15. század vége)
  - Peter Falkner P 5012, Kunsthistorisches Museum, Bécs
  - Hans Folz Q566 (1480 körül), Weimar
  - Hans von Speyer (MS M I 29) (1491)[10][11]
  - MS 862, 1500 körül, Kal és Falkner által befolyásolva, Wilhalm által szedve.
  - Hans Wurm, grappling, (ca. 1505)
  - "Goliath fechtbuch" (1510s)[12]
  - Albrecht Dürer fechtbuchja HS. 26-232 (1512), Michigani Állami Egyetem
  - Andre Pauernfeindt, Ergründung der ritterlichen kunst des fechtens durch freyfechter czu Vienn, Bécs, 1516
  - Jörg Wilhalm Fechtbuchjai (1520-as évek)
  - "Egenolph": Der Altenn Fechter anfaengliche Kunst, névtelen, Christian Egenolph nyomtatta, 1529, Frankfurt am Main
  - Hans Czynner MS. 963 (1538), Grác
  - Paulus Hector Mair kivonatai (1540-es évek).
  - Hans Lecküchner (1558) (ez egy reprint az Altenn Fechter anfaengliche Kunstból).
  - Joachim Meyer "Grundtliche Beschreibung der freyen Ritterlichen vnnd Adelichen kunst des Fechtens in allerley gebreuchlichen Wehren mit vil schönen vnd nützlichen Figuren gezieret vnnd fürgestellet" (1570)
  - Gunterrodt: "De veris principiis artis dimicatoriae" (1579), Wittenberg
  - Codex Guelf. 83.4 (kb. 1591)[13]
  - Mayster Hans Wilhelm: "Fechtbuch in Rapier und Dolchen" (1611)
  - Michael Hundt: "Ein new Künstliches Fechtbuch im Rappier zum Fechten und Balgen" (1611)
  - Jakob Sutor von Baden: "Neu Künstliches Fechtbuch" (1612)
  - Hieronimo Cavalcabo: "Neues Kunstliches Fechtbuch", Jéna (1612)